# Aeropuerto de Nikólskoye
El Aeropuerto de Nikólskoye (del ruso: Аэропорт Никольское) (IATA: , ICAO: UHPX) es un aeropuerto de vuelos regionales ubicado 4 km al sudeste de Nikolskoje, en la isla de Bering, que forma parte de las islas del Comandante y pertenecen administrativamente al krai de Kamchatka, Rusia. 
Consiste únicamente en una pista de tierra y una pequeña plataforma del mismo material. Se dedica principalmente a la aviación regional.
El espacio aéreo está controlado desde el FIR de Yélizovo (ICAO: UHPP).

## Pista
Cuenta con una pista de tierra en dirección 03/21, de 891 x 30 m (2.923 x 98 pies).